# Lophodium foenisecii
Lophodium foenisecii là một loài dương xỉ trong họ Dryopteridaceae. Loài này được Newman mô tả khoa học đầu tiên..
Danh pháp khoa học của loài này chưa được làm sáng tỏ. 